# 2008-as cannes-i fesztivál
A 61. cannes-i fesztivált 2008. május 14. és 25. között rendezték meg, Sean Penn amerikai színész-filmrendező elnökletével. A rendezvényen 31 ország 57 nagyjátékfilmje szerepelt, melyeket 96 ország 1792 filmjéből választottak ki. A hivatalos versenyprogramban 22 nagyjátékfilm és 9 rövidfilm szerepelt; az Un certain regard szekcióban 20, a Cinéfondation keretében 17, míg versenyen kívül 5 alkotást, valamint különféle szekciókba szervezve további 51 filmet vetítettek. A párhuzamos rendezvények Kritikusok Hete szekciójában 7 nagyjátékfilmet és 7 rövidfilmet mutattak be, a Rendezők Kéthete elnevezésű szekció keretében pedig 20 ország 22 nagyjátékfilm (külön vetítésen további négy), valamint 11 alternatív és fikciós kisfilm vetítésére került sor.

## A 2008. évi fesztivál

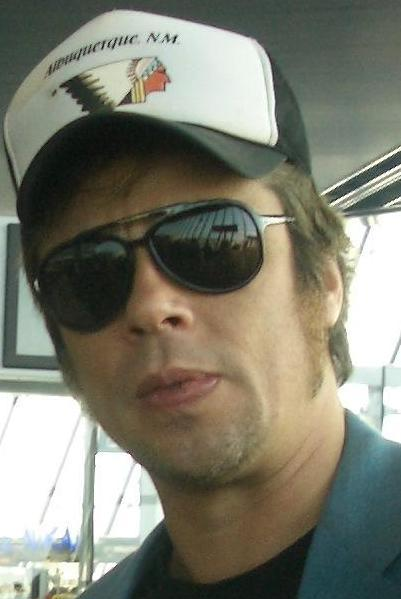
Benicio del Toro, a legjobb színész

A felújított, restaurált kópiákat, valamint a filmkészítés történetével kapcsolatos új filmeket bemutató Cannes-i klasszikusok szekció keretében első rövidfilmje (Douro, Faina Fluvial) vetítésével emlékeztek meg az idén 100 éves portugál filmrendezőről, Manoel de Oliveira-ról (Tiszteletbeli Pálmát vehetett át Michel Piccolitól). Két alkotását tűzték műsorra az ugyancsak 100 éve született brit rendező, David Lean-nek (Egy boldog emberöltő és The Passionate Friends), továbbá tisztelegtek a hongkongi Vóng Ká-vaj (Wong Kar Wai) előtt (Emlékekre hangolva). A 40 éve félbeszakadt fesztivál alkotásai közül ötöt vetítettek le: Saura Hűtött mentalikőr, Claude Lelouch 13 jours en France, Alekszandr Grigorjevics Zarhi Lev Tolsztoj: Anna Karenina, Peter Collinson Meghalni egy hosszú nap végén, valamint Dominique Delouche 24 heures de la vie d’une femme című játékfilmjét.
Nem sokkal a megnyitóünnepség előtt a politikai és humanitárius elkötelezettségéről közismert zsűrielnök, az előző napokban történt kínai földrengéssel és mianmari Nargis ciklonnal kapcsolatban kijelentette: „az kellene, hogy az arany pálmás rendező vagy rendezőnő tudatában legyen annak, ami körülötte történik a világban”. Egyébként pedig arra bátorította a filmforgalmazókat a megnyitón, hogy támogassák azokat a filmeket is, amelyek nem kaptak elismerést.
A fesztivált Fernando Meirelles Vakság című versenyfilmjével nyitották meg, a záróelőadáson pedig Barry Levinson Minden azzal kezdődött című versenyen kívüli alkotását vetítették. Nagy érdeklődés kísérte a Filmleckét, amelynek keretében Quentin Tarantino beszélt a mozival való kapcsolatáról és idézte fel filmes karrierjének nagy pillanatait.
21 évvel Pialat A Sátán árnyékában című műve után ismét francia film nyerte az Arany Pálmát, amelyet Robert De Niro nyújtott át Laurent Cantet rendezőnek, Az osztály című aktuálpolitikai filmdrámájáért. A külvárosi iskolák nehéz helyzetét megörökítő alkotás, a főszerepben látható François Bégaudeau franciatanár önéletrajzi könyvéből készült. Ugyancsak aktuálpolitikával, Nápollyal és a Camorrával foglalkozik Matteo Garrone filmje, a nagydíjas Gomorra. A legjobb rendezés díját a török Nuri Bilge Ceylan vehette át Három majom című alkotásáért. Extra elismerést, a 61. cannes-i fesztivál díját kapta – részben eddigi művészi munkája elismeréseként – a  Karácsonyi mese / Karácsonyi történet  főszereplője, Catherine Deneuve, valamint az Elcserélt életek rendezője, Clint Eastwood. A legjobb női főszereplő Sandra Corveloni lett (Lépések útja), a legjobb férfi főszereplő díját pedig Benicio del Toro vehette át Che Guevara alakjának megformálásáért. A magyar versenyfilm a Filmkritikusok Nemzetközi Szövetsége elismerését vívta ki. A Kép- és Hangtechnikai Főbizottság (CST) technikai-művészi CST-díját Luca Bigazzi operatőr és Angelo Raguseo hangmérnök kapta az Il divo – A megfoghatatlan hangja és képi világa összhangjának megteremtéséért.
A válogatás gazdagságának és minőségének elismeréseként az Un certain regard szekció zsűrije is kiosztott két új díjat: a reménység díját és a „K.O. díját” .
A Rendezők Kéthete szekció 40. évfordulóját ünnepelte. A legnagyobb elismerést Bouli Lanners belga színész-rendező Eldorado című filmdrámája kapta: elnyerte a legjobb európai filmnek járó „Label Europa Cinémas” díjat, a fiatalok által odaítélt Regards Jeunes díjat, valamint a párhuzamos szekciók FIPRESCI-díját. A mezőnyből kiemelkedett a francia Claire Simon Les bureaux de Dieu, a cseh Juraj Lehotský Vak szerelmek, valamint a brazil Tião Muro című alkotása. A rendezvény megnyitóján adták át az Arany Hintó díjat Jim Jarmuschnak, akinek előzetesen levetítették Florida, a paradicsom című, 1984-es alkotását.
 A fesztivál hivatalos programjába két magyar alkotás kapott meghívást: a nagyjátékfilmek versenyében vetítették Mundruczó Kornél magyar-német koprodukcióban készített, Delta című filmdrámáját (amellyel elnyerte a FIPRESCI díját), a rövidfilmek versenyében pedig Erdélyi Dániel 411-Z című kisjátékfilmjét. A Kritikusok Hete párhuzamos szekcióban mutatták be M. Tóth Géza Ergo című, 12 perces animációs filmjét. A Cinéfondation szekció 2005-ben alapított Műhelyébe első magyar alkotásként beválogatták Fliegauf Bence Womb – Méh című játékfilmjének tervét, hogy befektetőket találjanak a film megvalósításához. A filmterv Krzysztof Kieślowski-díjat nyert. A fesztiválra a hivatalos delegáció tagjaként utazott ki Mundruczó Kornél, a Delta rendezője, Lajkó Félix, Tóth Orsolya, Gáspár Sándor, Monori Lili, a film szereplői, Petrányi Viktória producer, Kovács Gábor és Pataki Ági koproducer, a 411-Z alkotói: Erdélyi Dániel rendező, Pohárnok Gergely operatőr, Angelusz Iván és Durst György producerek, továbbá M. Tóth Géza, az Ergo rendezője, valamint Fliegauf Bence, a Womb rendezője és Muhi András, a kisfilm producere. Ugyancsak tagja volt a küldöttségnek Hidasi Dalma producer, aki az európai filmpromóciós szervezetnek (EFP) a fesztivál ideje alatt megrendezett Producer on the Move rendezvényén vett részt.
Magyar vonatkozásként említhető még, hogy a Cannes-i klasszikusok szekció keretében László és Vilmos címmel bemutatták James Chressanthis egész estét betöltő dokumentumfilmjét, amely két világhírű magyar származású operatőr, Kovács László és Zsigmond Vilmos életútját és barátságát örökíti meg. Ugyanitt volt látható Kertész Mihály 1935-ös klasszikusa, a Blood kapitány, Errol Flynn főszereplésével. A nagyjátékfilmek versenyben indított, az ökumenikus zsűri díját elnyerő, kanadai Imádat egyik producere Robert Lantos, míg operatőre Paul Sarossy volt.

## Zsűri

### Versenyprogram

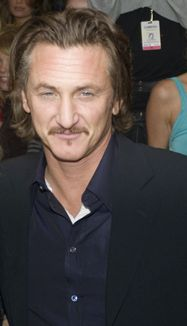
Sean Penn, a zsűri elnöke (2006)

- Sean Penn, színész-filmrendező –  Amerikai Egyesült Államok – elnök
- Alexandra Maria Lara, színésznő –  Németország
- Alfonso Cuarón, filmrendező –  Mexikó
- Apichatpong Weerasethakul, filmrendező –  Thaiföld
- Jeanne Balibar, színésznő –  Franciaország
- Marjane Satrapi, színésznő-filmrendező –  Irán
- Natalie Portman, színésznő –  Amerikai Egyesült Államok
- Rachid Bouchareb, filmrendező –  Franciaország
- Sergio Castellitto, színész-filmrendező –  Olaszország

### Cinéfondation és rövidfilmek
- Hou Hsziao-hszien (侯孝賢, Hou Hsiao Hsien), filmrendező –  Tajvan – a zsűri elnöke
- Larry Kardish, a Modern Művészetek Múzeuma Filmosztályának vezetője –  Amerikai Egyesült Államok
- Marina Hands, színésznő –  Franciaország
- Olivier Assayas, filmrendező –  Franciaország
- Susanne Bier, filmrendező –  Dánia

### Un Certain Regard
- Fatih Akın, filmrendező –  Németország – a zsűri elnöke
- Anupama Chopra, televíziós újságíró –  India
- Catherine Mtsitouridze, televíziós újságíró –  Oroszország
- José Maria Prado, a Spanyol Filmintézet igazgatója –  Spanyolország
- Yasser Moheb, filmkritikus –  Egyiptom

### Arany Kamera
- Bruno Dumont, filmrendező –  Franciaország – a zsűri elnöke
- Isabelle Danel, filmkritikus –  Franciaország
- Jean Henri Roger, filmrendező –  Franciaország
- Jean-Michel Frodon, filmkritikus –  Franciaország
- Monique Koudrine, a Filmipari Szövetség igazgatója –  Franciaország
- Willy Kurant, operatőr –  Belgium

## Hivatalos válogatás

### Nagyjátékfilmek versenyben
- Adoration (Imádat)[7] – rendező: Atom Egoyan
- Blindness (Vakság) – rendező: Fernando Meirelles
- Changeling (Elcserélt életek) – rendező: Clint Eastwood
- Che: Part One (Che - Az argentin) – rendező: Steven Soderbergh
- Delta – rendező: Mundruczó Kornél
- Entre les murs (Az osztály) – rendező: Laurent Cantet
- Er si sze cseng csi (Er shi si cheng ji)[8] – rendező: Csia Csang Ko (Jia Zhang Ke)
- Gomorra – rendező: Matteo Garrone
- Il divo (Il divo – A megfoghatatlan) – rendező: Paolo Sorrentino
- La frontière de l'aube (A hajnal határán) – rendező: Philippe Garrel
- La mujer sin cabeza (A fejnélküli asszony) – rendező: Lucrecia Martel
- Le silence de Lorna (Lorna csendje) – rendező: Dardenne testvérek
- Leonera – rendező: Pablo Trapero
- Linha de Passe (Lépések útja) – rendező: Walter Salles és Daniela Thomas
- My Magic – rendező: Eric Khoo
- Palermo Shooting (Halál Palermóban) – rendező: Wim Wenders
- Serbis (Szolgáltatás) – rendező: Brillante Mendoza
- Synecdoche, New York (Kis-nagy világ) – rendező: Charlie Kaufman
- Two Lovers (Két szerető) – rendező: James Gray
- Un conte de Noël (Karácsonyi történet) – rendező: Arnaud Desplechin
- Üç Maymun (Három majom) – rendező: Nuri Bilge Ceylan
- Vals Im Bashir / ואלס עם באשיר (Libanoni keringő) – rendező: Ari Folman

### Nagyjátékfilmek versenyen kívül
- Indiana Jones and the Kingdom of the Crystal Skull (Indiana Jones és a kristálykoponya királysága)[7] – rendező: Steven Spielberg
- Joheunnom nabbeunnom isanghannom[9] (A jó, a rossz és a furcsa) – rendező: Kim Ji-woon
- Kung Fu Panda – rendező: John Stevenson és Mark Osborne
- Vicky Cristina Barcelona (Vicky Cristina Barcelona) – rendező: Woody Allen
- What Just Happened (Minden azzal kezdődött) – rendező: Barry Levinson

#### Éjféli előadások
- Chugyeogja[10] (Az üldöző) – rendező: Na Hong-jin
- Maradona by Kusturica (Maradona – Kusturica filmje) – rendező: Emir Kusturica
- Surveillance (Aberrált élvezetek) – rendező: Jennifer Chambers Lynch

#### Különleges előadások
- C'est dur d'être aimé par des cons (Nem könnyű, ha hülyék szeretik az embert) – rendező: Daniel Leconte
- Chelsea On The Rocks – rendező: Abel Ferrara
- Tung csö szaj tuk (Dung che sai duk)[11] (Emlékekre hangolva) – rendező: Vóng Ká-vaj (Wong Kar Wai)
- Of Time and the City (Az idő és a város) – rendező: Terence Davies
- Roman Polanski: Wanted and Desired (Roman Polanski: Vágyott és üldözött) – rendező: Marina Zenovich
- Sanguepazzo – rendező: Marco Tullio Giordana

#### A zsűri elnökének előadása
- The Third Wave – rendező: Alison Thompson

#### Cannes-i klasszikusok
- 13 jours en France – rendező: Claude Lelouch
- 24 heures de la vie d’une femme – rendező: Dominique Delouche
- Anna Karenina (Lev Tolsztoj: Anna Karenina)[7] – rendező: Alekszandr Grigorjevics Zarhi
- Birds Anonymous – rendező: Friz Freleng
- Blazing Saddles (Fényes nyergek) – rendező: Mel Brooks
- Bonnie and Clyde (Bonnie és Clyde) – rendező: Arthur Penn
- Book Revue – rendező: Robert Clampett
- Captain Blood (Blood kapitány) – rendező: Kertész Mihály
- Dirty Harry (Piszkos Harry) – rendező: Don Siegel
- Douro, Faina Fluvial – rendező: Manoel de Oliveira
- Duck Amuck – rendező: Charles M. Jones
- Enter the Dragon (A sárkány közbelép) – rendező: Robert Clouse
- Fingers (Ujjak) – rendező: James Toback
- Gamperaliya – rendező: Lester James Peries
- Guide – rendező: Vijay Anand
- Hanyo – rendező: Kim Ki-young
- I am a Fugitive from a Chain Gang (Szökevény vagyok) – rendező: Mervyn LeRoy
- I Love To Simga – rendező: Tex Avery
- Il était unfois…Lawrence of Arabia – rendező: Anne Kunvari
- La collection de ’Cinéma cinémas’ (1980-1990) – rendező: Claude Ventura
- Let's Get Lost – rendező: Bruce Weber
- Lola Montès (Lola Montez) – rendező: Max Ophüls
- No Subtitles Necessary: Laszlo & Vilmos (László és Vilmos) – rendező: James Chressanthis
- O mistério do samba – rendező: Lula Buarque de Hollanda
- Orphée (Orfeusz) – rendező: Jean Cocteau
- Peppermint frappé (Hűtött mentalikőr) – rendező: Carlos Saura
- Santa sangre (Szent vér) – rendező: Alejandro Jodorowsky
- Susuz yaz – rendező: Metin Erksan és David E. Durston
- The Effect of Gamma Rays on Man-in-the-Moon Marigolds (A gamma-sugarak hatása a százszorszépekre) – rendező: Paul Newman
- The Invisible Man (A láthatatlan ember) – rendező: James Whale
- The Long Day's Dying (Meghalni egy hosszú nap végén) – rendező: Peter Collinson
- The Matrix (Mátrix) – rendező: Andy és Larry Wachowski
- The Passionate Friends – rendező: David Lean
- The Savage Eye (A vad szem) – rendező: Ben Maddow, Sydney Meyers és Joseph Strick
- This Happy Breed (Egy boldog emberöltő) – rendező: David Lean
- Touki Bouki (A hiéna útja) – rendező: Djibril Diop Mambéty
- Tsigoineruwaizen[12] – rendező: Szuzuki Szeidzsun
- What Ever Happened to Baby Jane? (Mi történt Baby Jane-nel?) – rendező: Robert Aldrich
- What's Opera, Doc? (Mi az opera, doki?) – rendező: Chuck Jones
- What's Up, Doc? (Mi van, doki?) – rendező: Peter Bogdanovich
- You Must Remember This – rendező: Richard Schickel

### Un Certain Regard
- A Festa De Menina Morta – rendező: Matheus Nachtergaele
- Afterschool – rendező: Antonio Campos
- De ofrivilliga (Akaratlanul) – rendező: Ruben Östlund
- Hunger (Éhség) – rendező: Steve McQueen
- Je veux voir – rendező: Joana Hadjithomas és Khalil Joreige
- Johnny Mad Dog (Őrült Johnny) – rendező: Jean-Stéphane Sauvaire
- Los Bastardos – rendező: Amat Escalante
- Milh Hadha al-Bahr[13] – rendező: Annemarie Jacir
- O' Horten (O' Horten) – rendező: Bent Hamer
- Profils paysans: la vie moderne – rendező: Raymond Depardon
- Soi Cowboy (Soi Cowboy) – rendező: Thomas Clay
- Ting csö (Ting che) (Parking)[14] – rendező: Csung Mung-Hung (Chung Mong-Hong)
- Tôkyô – rendező: Michel Gondry, Leos Carax és Bong Joon-ho
- Tôkyô Sonata (Tokió szonáta) – rendező: Kuroszava Kijosi
- Tulpan – rendező: Szergej Vlagyimirovics Dvorcevoj
- Tyson – rendező: James Toback
- Versailles (Versailles) – rendező: Pierre Schöller
- Wendy and Lucy (Wendy és Lucy) – rendező: Kelly Reichardt
- Wolke Neun (Kilencedik mennyország) – rendező: Andreas Dresen
- Ji pan haj suj, ji pan huo jan (Yi ban hai shui, yi ban huo yan) – rendező: Liu Fentou (Liu Fendou)

### Cinéfondation
- Pa jüe si vu (Ba yue shi wu) – rendező: Hszüan Csiang (Xuan Jiang) (California Institute of the Arts,  Amerikai Egyesült Államok)
- Blind Spot – rendező: Johanna Bessière, Cécile Dubois Herry, Simon Rouby, Nicolas Chauvelot, Olivier Clert, Yvon Jargel, (Gobelins, Ecole de l’Image,  Franciaország)
- El rejol – rendező: Marco Berger (Universidad del Cine,  Argentína)
- Et dans mon cœur j'emporterai – rendező: Yoon Sung-A (INSAS,  Belgium)
- Forbach – rendező: Claire Burger (La fémis,  Franciaország)
- Gata – rendező: Diana Mkrchyan (VGIK,  Oroszország)
- Gestern in Eden – rendező: Jan Speckenbach (DFFB,  Németország)
- Himnon – rendező: Elad Keidan (The Sam Spiegel Film and TV School,  Izrael)
- Illusion Dwellers – rendező: Rob Ellender (Royal College of Art,  Egyesült Királyság)
- Interior. scara de bloc – rendező: Ciprian Alexandrescu (National University for Film and Drama,  Románia)
- Kestomerkitsijat – rendező: Juho Kuosmanen (University of Art and Design Helsinki,  Finnország)
- Naus – rendező: Lukáš Glanser (FAMU,  Csehország)
- O som e o resto – rendező: André Lavquial (Escola de Cinema Darcy Ribeiro,  Brazília)
- Shtika – rendező: Hadar Morag (Tel-Aviv University,  Izrael)
- Stop – rendező: Park Jae-ok (KAFA,  Dél-Korea)
- The Maid – rendező: Heidi Saman (Temple University,  Amerikai Egyesült Államok)
- This Is A Story About Ted And Alice – rendező: Teressa Tunney (Columbia University,  Amerikai Egyesült Államok)

### Rövidfilmek
- 411-Z – rendező: Erdélyi Dániel
- Buen viaje – rendező: Javier Pallerio és Guillermo Rocamora
- De moins en moins – rendező: Mélanie Laurent
- El deseo – rendező: Marie Benito
- Jerrycan – rendező: Julius Avery
- Love You More – rendező: Sam Taylor-Wood
- Megatron – rendező: Marian Crisan
- My Rabit Hoppy – rendező: Anthony Lucas
- Småfuglar – rendező: Rúnar Rúnarsson

## Párhuzamos szekciók

### Kritikusok Hete

#### Nagyjátékfilmek
- Aanrijding in Moscou (Moszkva, Belgium)[7] – rendező: Christophe van Rompaey
- Better Things – rendező: Duane Hopkins
- Das fremde in mir – rendező: Emily Atef
- La sangre brota – rendező: Pablo Fendrik
- Les grandes personnes (Felnőttek) – rendező: Anne Novion
- Snijeg (Hó) – rendező: Aida Begić
- Vszjo umrut a ja osztanusz (Csak én nem halok meg) – rendező: Valerija Gaja Germanika

#### Rövidfilmek
- A espera – rendező: Fernanda Teixeira
- Ahendu nde sapukai – rendező: Pablo Lamar
- Ergo – rendező: M. Tóth Géza
- La copie de Coralie – rendező: Nicolas Engel
- Next Floor (A következő emelet) – rendező: Denis Villeneuve
- Nosebleed – rendező: Jeff Vespa
- Skhizein – rendező: Jérémy Clapin

### Rendezők Kéthete

#### Nagyjátékfilmek
- Acné (Akné)[7] – rendező: Federico Veiroj
- Aquele querido mês de agosto (Az a kedves augusztusi hónap) – rendező: Miguel Gomes
- Boogie (Boogie) – rendező: Radu Muntean
- Cztery noce z Anna (Négy éjszaka Annával) – rendező: Jerzy Skolimowski
- De la guerre – rendező: Bertrand Bonello
- Dernier maquis (Dernier maquis) – rendező: Rabah Ameur-Zaïmeche
- El cant dels ocells – rendező: Albert Serra
- Eldorado (Eldorado) – rendező: Bouli Lanners
- Élève libre (Magánórák) – rendező: Joachim Lafosse
- Il resto della notte – rendező: Francesco Munti
- Le voyage aux Pyrénées – rendező: Arnaud Larrieu és Jean-Marie Larrieu
- Les bureaux de Dieu – rendező: Claire Simon
- Liverpool – rendező: Lisandro Alonso
- Monsieur Morimoto (Monsieur Morimoto) – rendező: Nicola Sornaga
- Niu lang cse nu (Niu lang zhi nu) – rendező: Jin Licsuan (Yin Lichuan)
- Now Showing – rendező: Raya Martin
- Salamandra – rendező: Pablo Agüero
- Sultesz – rendező: Bakur Bakuradze
- Slepé lásky (Vak szerelmek) – rendező: Juraj Lehotský
- Taraneh tanhaïye Tehran – rendező: Saman Salur
- The Pleasure of Being Robbed – rendező: Josh Safdie
- Tony Manero – rendező: Pablo Larraín

#### Rövidfilmek
- Ciel éteint ! – rendező: François-Jacques Ossang
- Easter Morning – rendező: Bruce Conner
- Il fait beau dans la plus belle ville du monde – rendező: Valérie Donzelli
- Je vous hais petites filles – rendező: Yann Gonzalez
- Kamel s'est suicidé six fois, son père est mort – rendező: Soufiane Adel
- Man – rendező: Myna Joseph
- Mes copains – rendező: Louis Garrel
- Muro – rendező: Tião
- Sagan Om Den Lille Dockpojken – rendező: Johannes Nyholm
- The Acquaintances of a Lonely John – rendező: Benny Safdie
- Vsakdan ni vsak dan – rendező: Nartin Turk
- Hszia vu (Xia wu)[15] – rendező: Ho Vi-ting (Ho Wi-ding)

#### Különleges vetítések
- 40 x 15[16] – rendező: Olivier Jahan
- Itinéraire de Jean Bricard – rendező: Danièle Huillet és Jean-Marie Straub
- Le genou d'Artémide – rendező: Jean-Marie Straub
- Milestones – rendező: Robert Kramer és John Douglas

## Díjak
|  |  |

### Nagyjátékfilmek
- Arany Pálma: Entre les murs (Az osztály)[7] – rendező: Laurent Cantet
- Nagydíj: Gomorra – rendező: Matteo Garrone
- Legjobb rendezés díja: Üç Maymun (Három majom) – rendező: Nuri Bilge Ceylan
- A zsűri díja: Il divo (Il divo – A megfoghatatlan) – rendező: Paolo Sorrentino
- Legjobb női alakítás díja: Sandra Corveloni – Linha de Passe (Lépések útja)
- Legjobb férfi alakítás díja: Benicio del Toro – Che: Part One (Che - Az argentin)
- Legjobb forgatókönyv díja: Le silence de Lorna (Lorna csendje) – rendező: Dardenne testvérek
- A 61. cannes-i fesztivál díja:
  - Catherine Deneuve – Un conte de Noël (Karácsonyi történet)
  - Clint Eastwood – Changeling (Elcserélt életek)

### Rövidfilmek
- Arany Pálma (rövidfilm): Megatron – rendező: Marian Crisan
- A zsűri díja (rövidfilm): Jerrycan – rendező: Julius Avery

### Un Certain Regard
- Un certain regard díj: Tulpan – rendező: Szergej Vlagyimirovics Dvorcevoj
- Un Certain Regard zsűri díja: Tôkyô Sonata (Tokió szonáta) – rendező: Kuroszava Kijosi
- Un Certain Regard zsűri kedvence: Wolke Neun (Kilencedik mennyország) – rendező: Andreas Dresen
- Un Certain Regard reménység díja: Johnny Mad Dog – rendező: Jean-Stéphane Sauvaire
- Un Certain Regard „K.O. díja”: Tyson – rendező: James Toback

### Arany Kamera
- Arany Kamera: Hunger (Éhség) – rendező: Steve McQueen
- Arany Kamera – Külön dicséret: Vszjo umrut a ja osztanusz[17] – rendező: Valerija Gaja Germanika

### Cinéfondation
- A Cinéfondation első díja: Himnon – rendező: Elad Keidan
- A Cinéfondation második díja: Forbach – rendező: Claire Burger
- A Cinéfondation harmadik díja:
  - Kestomerkitsijat – rendező: Juho Kuosmanen
  - Stop – rendező: Park Jae-ok

### Egyéb díjak
- Tiszteletbeli Pálma: Manoel de Oliveira
- FIPRESCI-díj:
  - Delta – rendező: Mundruczó Kornél
  - Hunger (Éhség)[18] – rendező: Steve McQueen
  - Eldorado[19] – rendező: Bouli Lanners
- Technikai-művészi CST-díj: Luca Bigazzi operatőr és Angelo Raguseo hangmérnök – Il divo (Il divo – A megfoghatatlan)
- Ökumenikus zsűri díja: Adoration (Imádat) – rendező: Atom Egoyan
- François Chalais-díj: Sanguepazzo – rendező: Marco Tullio Giordana
- Chopard Trófea: Tang Vej (汤唯, Tang Wei), Omar Metwally

## Hírességek
Woody Allen, Mathieu Almaric, Emmanuelle Béart, Monica Bellucci, Gael García Bernal, Cate Blanchett, Sandrine Bonnaire, Bono, Adrien Brody, Dean Cain, Campino, Jackie Chan, Penélope Cruz, Liam Cunningham, Catherine Deneuve, Faye Dunaway, Calista Flockhart, Harrison Ford, Michel Gondry, Salma Hayek, Dustin Hoffman, Dennis Hopper, Natalie Imbruglia, Angelina Jolie, Milla Jovovich, George Lucas, Madonna, Diego Maradona, Chiara Mastroianni, Fernando Meirelles, Giovanna Mezzogiorno, Julianne Moore, Michael Moore, Jeanne Moreau, Steve McQueen, Robert De Niro, Julia Ormond, Gwyneth Paltrow, Eva Longoria Parker, Michel Piccoli, Brad Pitt, Tim Robbins, Rodrigo Santoro, Steven Spielberg, Sharon Stone, Quentin Tarantino, Benicio del Toro, Mike Tyson, Jean-Claude Van Damme, Kerry Washington

## Lásd még
- 2008 a filmművészetben